# Liste der deutschen Botschafter in Kamerun
Die Liste der deutschen Botschafter in Kamerun enthält die Botschafter der Bundesrepublik Deutschland in Kamerun. Sitz der Botschaft ist in Yaoundé.
Seit 1997 ist die Botschaft auch für die Zentralafrikanische Republik zuständig. Bis 2010 bestand und wieder ab 2021 besteht zudem die Zuständigkeit für Äquatorialguinea und von 1999 bis 2003 für den Tschad.
| Name                            | Amtszeit  |
| ------------------------------- | --------- |
| Henning Thomsen                 | 1960–1961 |
| Karl Döring                     | 1961–1966 |
| Hanns-Gero von Lindeiner-Wildau | 1966–1971 |
| Udo Horstmann                   | 1971–1975 |
| Rolf Enders                     | 1975–1979 |
| Michael Engelhard               | 1980–1983 |
| Harald Ganns                    | 1983–1986 |
| Friedrich Reiche                | 1986–1990 |
| Eberhard Nöldeke                | 1990–1995 |
| Klaus Holderbaum                | 1995–1999 |
| Jürgen Dröge                    | 1999–2002 |
| Klaus-Peter Brandes             | 2002–2004 |
| Volker Seitz                    | 2004–2008 |
| Karin Blumberger-Sauerteig      | 2008–2010 |
| Reinhard Buchholz               | 2010–2012 |
| Klaus-Ludwig Keferstein         | 2012–2015 |
| Holger Mahnicke                 | 2015–2016 |
| Hans-Dieter Stell               | 2016–2020 |
| Corinna Fricke                  | 2020–2025 |
| Christian Sedat                 | seit 2025 |